# Культура каменных могильников

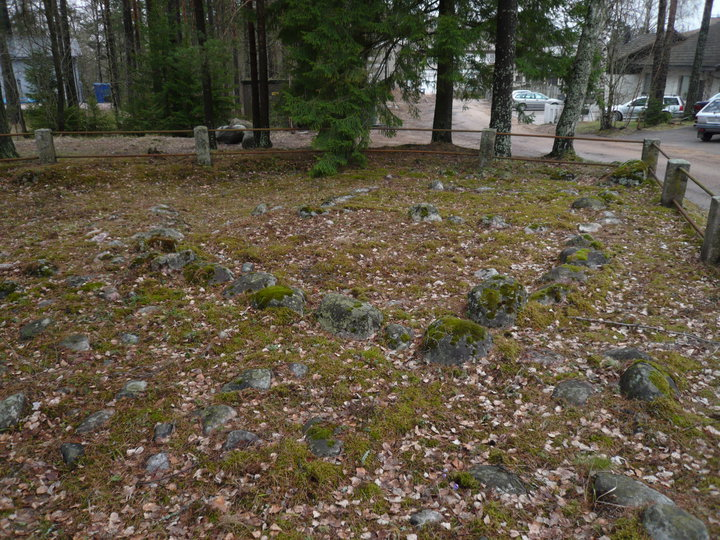
Каменный могильник с оградкой в Кроггордсмальмене,
Карьяа, Финляндия

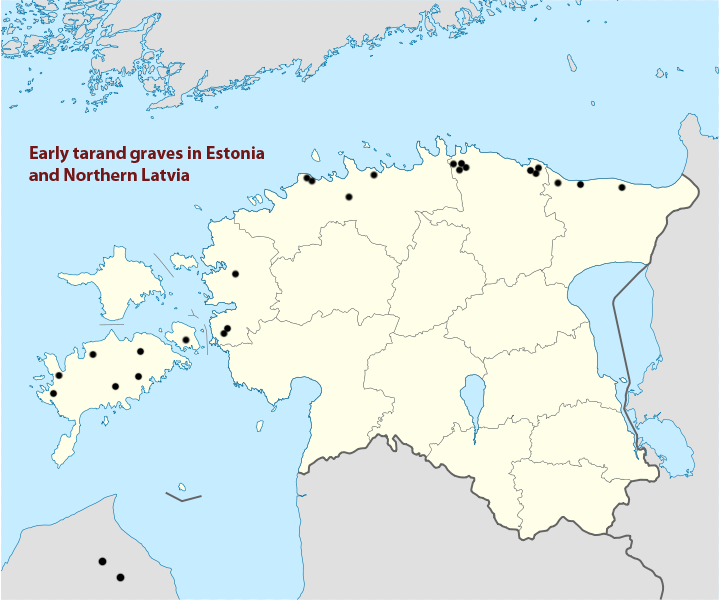
Распространение ранних каменных могильников в Эстонии и Северной Латвии

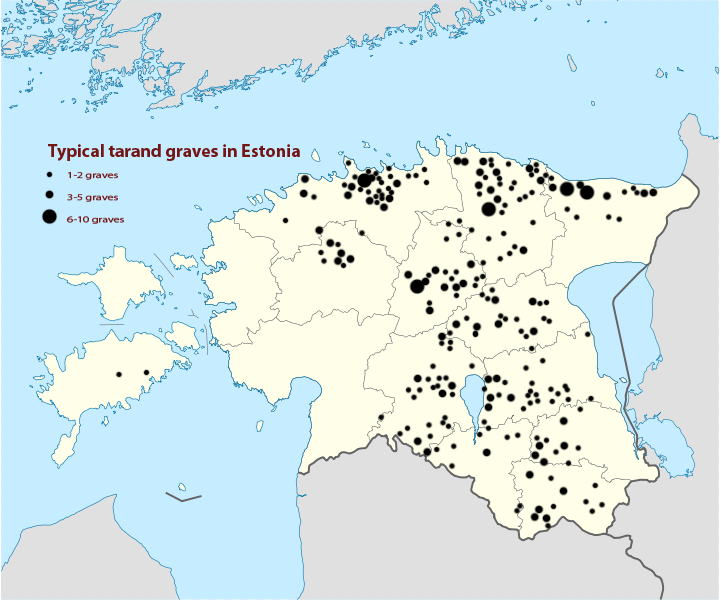
Распространение каменных могильников в Эстонии

Культу́ра ка́менных моги́льников (культура каменных могильников с оградками, культура тарандов) — археологическая культура железного века Северной Европы, распространённая в I-XIII веках н. э. в северной части Прибалтики (Эстония и север Латвии). Основными памятниками культуры являются таранды — каменные могильники с оградками (в отличие от каменных могильников с ящиками I тыс. до н. э. в том же ареале), в I — V веках представлявшие собой прямоугольную в плане ограду из крупных валунов, ориентированную по длинной оси в меридиональном направлении, в VI — XIII веках эволюционируют в бесструктурные кладки из камня и земли.

## Эволюция
Археологическая культура каменных могильников рассматривается исследователями как этап эволюции единой материальной культуры Эстонии, прослеживаемой с I тысячелетия до н.э. и ставшей базой для средневековой культуры эстов. Появление каменных могильников с оградками в начале I тыс. н.э. сопровождалось ростом численности населения, что подтверждается ростом количества археологических памятников этого периода. Тем не менее, одновременные росту числа могильников поселения имеют незначительный культурный слой и с трудом поддаются датировке. С III века трупоположение заменяется трупосожжением. В конце IV века сооружение могильников с оградками прекращается, захоронение происходит в прежних могильниках или в краевых кладках. Со второй половины I-го тыс., органически продолжая прежние погребальные традиции, сооружаются каменные могильники без внутренней структуры, представляющие собой небольшие каменные курганы с беспорядочным расположением камней в центральной части. Помимо Эстонии и северной Латвии, каменные могильники были обнаружены на северном побережье Финского залива, а также восточнее реки Наровы, где их датируют первой половиной I-го тыс. н.э. и относят к памятникам древней води.

## Предшественники и соседи

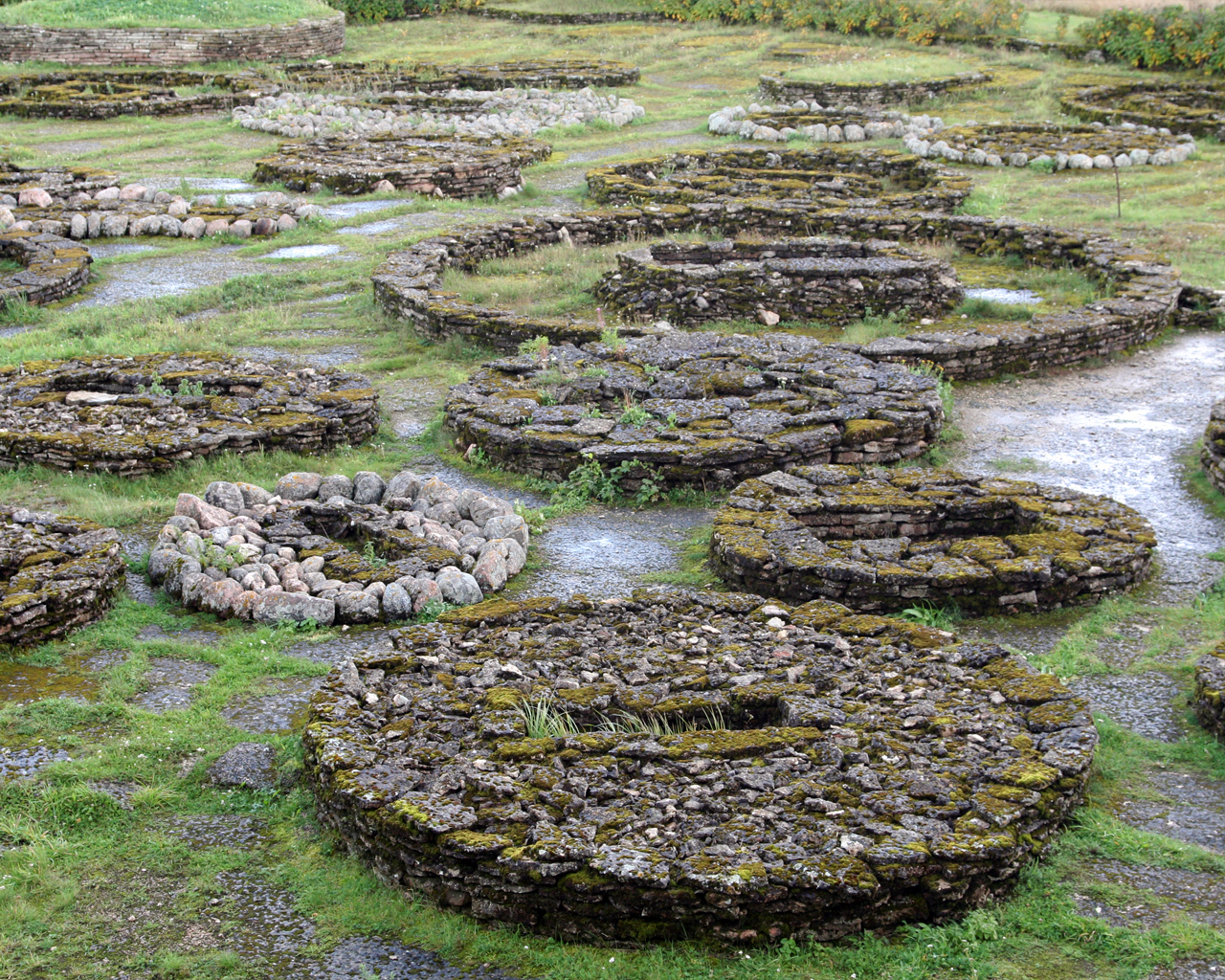
Каменные могильники с ящиками в Йыэляхтме, Северная Эстония

Генетически культура каменных могильников с оградками восходит к так называемым каменным могильникам с каменными ящиками или камерами, распространённой в Северной Эстонии в первой половине I-го тысячелетия до н. э. Они представляли собой каменные курганы, сооружавшиеся из плитняка. В основание сооружались одна или две круглые площадки, выложенные камнями, со встроенными каменными ящиками, где и находились захоронения по обряду трупоположения.
Ближайшими соседями культуры каменных могильников была культура длинных курганов юго-восточной Эстонии, распространившаяся в во второй половине I-го тысячелетия н.э. Имеющие аналоги в Полоцком Подвинье, на Смоленщине, восточной Латвии, курганы представляли собой песчаные насыпи разной величины и формы, где погребение производилось по обряду трупосожжения. Принадлежность этих курганов в основном определяется как памятники пришлого населения, вероятно славяно-балто-прибалтийско-финского, но часть эстонских исследователей считают, что их строило то же население, что и каменные могильники.